# Good Apollo, I'm Burning Star IV, Volume Two: No World for Tomorrow
Albums de Coheed and Cambria
Good Apollo, I'm Burning Star IV, Volume One: From Fear Through the Eyes of Madness
(2005) Year of the Black Rainbow
(2010)
Good Apollo, I'm Burning Star IV, Volume Two: No World for Tomorrow est le quatrième album du groupe américain de rock progressif Coheed and Cambria, publié le 23 octobre 2007, par Columbia Records.

## Liste des chansons
Toutes les paroles sont écrites par Claudio Sanchez, toute la musique est composée par Coheed and Cambria.
| No  | Titre                                          | Durée |
| --- | ---------------------------------------------- | ----- |
| 1.  | The Reaping                                    | 1:17  |
| 2.  | No World for Tomorrow                          | 5:08  |
| 3.  | The Hound (of Blood and Rank)                  | 4:41  |
| 4.  | Feathers                                       | 3:59  |
| 5.  | The Running Free                               | 4:13  |
| 6.  | Mother Superior                                | 6:39  |
| 7.  | Gravemakers and Gunslingers                    | 4:19  |
| 8.  | Justice in Murder                              | 4:29  |
| 9.  | The End Complete I: The Fall of House Atlantic | 1:05  |
| 10. | The End Complete II: Radio Bye Bye             | 4:55  |
| 11. | The End Complete III: The End Complete         | 7:44  |
| 12. | The End Complete IV: The Road and the Damned   | 3:36  |
| 13. | The End Complete V: On the Brink               | 7:09  |